# Slippery When Wet: The Videos
Slippery When Wet: The Videos es el segundo vídeo de Bon Jovi, lanzado en VHS en 1987. Contiene los tres sencillos lanzados y dos videos exclusivos, además de imágenes de backstage y conferencia de prensa.

## Contenido
Incluye los siguientes vídeos:
- You Give Love A Bad Name
- Livin' On A Prayer
- Wanted (Dead Or Alive)
- Never Say Goodbye
- Wild In The Streets
- Livin' On A Prayer (Live)

- Datos: Q2712895